# Roman Kolzow
Roman Kolzow (russisch Роман Кольцов; * 7. Januar 1981) ist ein russischer Radrennfahrer.
Roman Kolzow gewann 2008 die fünfte Etappe des Grand Prix of Sochi nach Dagomys. Bei dem Etappenrennen Way to Pekin wurde er auf dem sechsten Teilstück nach Aginskoje Zweiter. In der zweiten Jahreshälfte 2008 fuhr Kolzow für das lettische Continental Team Rietumu Bank-Riga. In der Saison 2009 belegte er beim Memorial Oleg Dyachenko den zehnten Platz hinter dem Sieger Michail Antonow.

## Erfolge
2008
- eine Etappe Grand Prix of Sochi

## Teams
- 2008 Rietumu Bank-Riga (ab 20.07.)